# The Big Catch
The Big Catch er en amerikansk stumfilm fra 1920 af Leo D. Maloney.

## Medvirkende
- Hoot Gibson
- Dorothy Wood
- Jim Corey
- Harry Jackson
- Chick Morrison